# Long Live the Angels
Long Live the Angels è il secondo album in studio della cantante britannica Emeli Sandé, pubblicato l'11 novembre 2016 dalla Virgin Records.

## Critica e accoglienza
Long Live the Angels ha ricevuto recensioni generalmente favorevoli dalla critica.
Con cinque stelle su cinque The Daily Telegraph poiché trova Long Live the Angels «un emozionante secondo album che afferma Sandé come un talento singolare.» osservando inoltre che «è qualcosa di speciale, il suono di una cantautrice dotata e adulta che utilizza tutti gli strumenti a sua disposizione per rimettere insieme il proprio cuore». The Independent descrive che «gli aspetti più interessanti dell'album si ritrovano in arrangiamenti meno ripetitivi, [.....] sistemandosi in un ambiente folk-soul chiaramente influenzato da Tracy Chapman».
Jon Pareles di The New York Times scrive «Il ritorno è lucido e ordinato, ponendo al centro tutta l'espressività della sua voce. Potrebbe facilmente oltrepassare; ha delicatezza, volume, grana, grana, melismi e sfumature ritmiche e sornione ogni volta che ne ha bisogno. Ma lei ambienta le sue canzoni piuttosto che sopraffarle [.....] Intrecciare amore, fede e musica, come fa la Sandé attraverso gran parte dell'album, è un'idea collaudata nel tempo. Ma è anche un'idea costante e meritevole, specialmente quando viene portata via con una grazia immancabile».
La collaboratrice di Pitchfork, Katherine St. Asaph, ha ritenuto che «troppo di Long Live the Angels appare solo pomposo [....] Sandé canta, bene e in modo intercambiabile, su una dozzina di tracce di maestoso ma amorfo buio - il tipo di drammatico soprannominato da The Guardian, nel 2011, 'il nuovo noioso'». Barry Nicolson di NME ha scritto che "naturalmente, a 15 tracce, non mancano le ballate zuccherose di X Factor [....] Sandé ha chiaramente le carte in regola per distinguersi nella sofisticata corsa agli armamenti della musica pop moderna, ma vorresti comunque che non cadesse così facilmente nel cliché".

## Tracce
1. Selah – 2:29 (Adele Emely Sandé)
2. Breathing Underwater – 4:22 (Adele Emely Sandé, Chris Crowhurst)
3. Happen – 3:35 (Adele Emely Sandé)
4. Hurts – 3:58 (Adele Emely Sandé, James Murray, Mustafa Omer, Matthew Holmes, Philip Leigh)
5. Give Me Something – 3:52 (Adele Emely Sandé, Chris Crowhurst, Matthew Holmes, Philip Leigh)
6. Right Now – 2:14 (Adele Emely Sandé)
7. Shakes – 2:49 (Adele Emely Sandé, Shahid Khan)
8. Garden – 4:02 (Adele Emely Sandé, Chris Crowhurst, Timothy Elpadaro Thedford, Áine Zion)
9. I'd Rather Not – 3:49 (Adele Emely Sandé)
10. Lonely – 3:33 (Adele Emely Sandé)
11. Sweet Architect – 3:19 (Adele Emely Sandé, Jonny Coffer, Mustafa Omer, James Murray)
12. Tenderly – 3:22 (Adele Emely Sandé, Matthew Holmes, Philip Leigh, J. Sande)
13. Every Single Little Piece – 4:03 (Adele Emely Sandé, Matthew Holmes, Philip Leigh)
14. Highs & Lows – 3:14 (Adele Emely Sandé, Tom Barnes, Peter Kelleher, Ben Kohn, Wayne Hector)
15. Babe – 3:15 (Adele Emely Sandé, Matthew Holmes, Philip Leigh)

Tracce bonus nell'edizione deluxe
1. Kung Fu – 3:57 (Adele Emely Sandé, Jonny Coffer)
2. Somebody – 2:43 (Adele Emely Sandé, Jonny Coffer)
3. This Much Is True – 3:32 (Adele Emely Sandé)

## Classifiche
| Classifica (2016) | Posizione massima |
| ----------------- | ----------------- |
| Australia         | 20                |
| Austria           | 30                |
| Belgio (Fiandre)  | 9                 |
| Belgio (Vallonia) | 35                |
| Francia           | 65                |
| Germania          | 12                |
| Italia            | 84                |
| Nuova Zelanda     | 5                 |
| Paesi Bassi       | 21                |
| Regno Unito       | 2                 |
| Spagna            | 53                |
| Svezia            | 52                |
| Svizzera          | 9                 |

### Classifiche di fine anno
| Classifica (2016) | Posizione massima |
| ----------------- | ----------------- |
| Regno Unito       | 26                |